# Carl Wahlbom
Johan Wilhelm Carl Wahlbom (Kalmar, 16 ottobre 1810 – Londra, 21 aprile 1858) è stato un pittore e un ufficiale militare svedese.

La morte del re Gustavo II Adolfo di Svezia durante la Battaglia di Lützen.

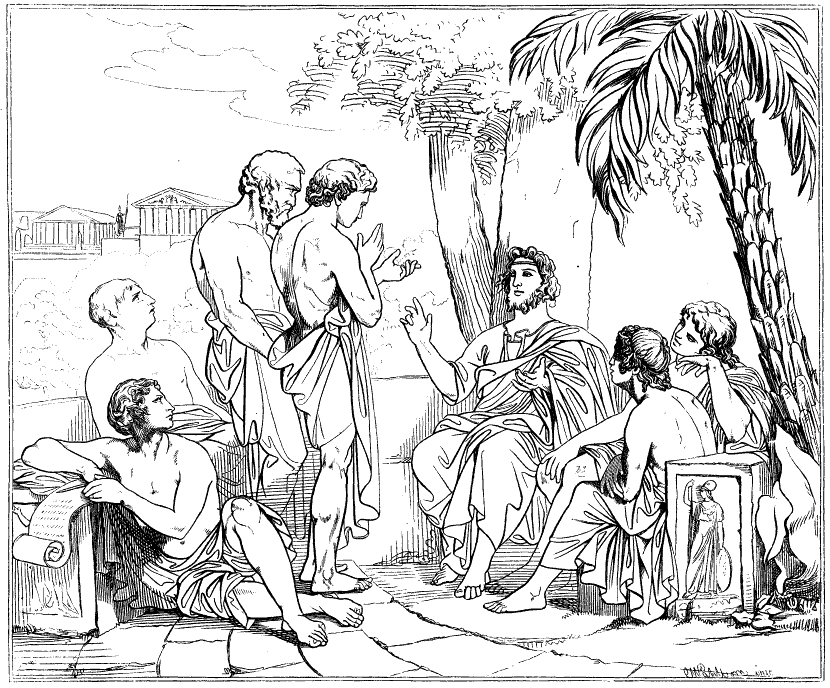
Platone e la sua Accademia.

È considerato uno dei più importanti pittori storici del XIX secolo in Svezia.
Nel 1838 lasciò la Svezia per recarsi a Parigi e Roma per perfezionare la propria arte pittorica. Dopo aver trascorso alcuni anni in qualità di insegnante presso l'Accademia di Belle Arti di Stoccolma, nonostante la sua cattiva salute, nel 1853 intraprese nuovamente una lunga serie di viaggi fermandosi a Londra dove morì all'età di 48 anni e dove venne seppellito nell'attuale sobborgo londinese di Woking.